# Cerkiew św. Klemensa w Moskwie
Cerkiew św. Klemensa – prawosławna cerkiew w Moskwie, na Zamoskworieczu.

## Historia
Pierwsza drewniana cerkiew pod tym wezwaniem istniała na miejscu współczesnej przed 1597 – w wymienionym roku została zaznaczona na pierwszym w dziejach planie Moskwy. Obiekt, zniszczony w latach Wielkiej smuty w czasie toczących się w jego sąsiedztwie walk, został przed 1625 odbudowany. W 1657 na jego miejscu wzniesiono cerkiew murowaną. Następnie świątynia była jeszcze przebudowywana w 1730 i 1756. W XVII–XVIII w. świątynia nosiła wezwanie Ikony Matki Bożej „Znak”, gdyż jej poświęcony był główny ołtarz cerkwi. Funkcjonowały również dwa boczne – św. Klemensa oraz Ikony Matki Bożej „Krzew Gorejący”.
W 1762 Kuźma Matwiejew, który od wielu lat wspierał materialnie utrzymanie i remonty świątyni, uzyskał od metropolity moskiewskiego Tymoteusza zgodę na rozbiórkę starszej cerkwi i budowę zupełnie nowej. Prace trwały osiem lat. Gotowy obiekt poświęcił 24 maja 1770 arcybiskup moskiewski i kałuski Ambroży. W nowej cerkwi główny ołtarz nosił wezwanie Przemienienia Pańskiego, zaś boczne – Ikony Matki Bożej „Znak” i św. Mikołaja. W 1774 wyświęcono czwarty ołtarz – Wniebowstąpienia Pańskiego. Tradycyjnie wezwanie cerkwi (św. Klemensa) przetrwało w tradycji ustnej, jak również w oficjalnych dokumentach. Na wyposażeniu cerkwi znajdowały się ikony jeszcze z XVI w. Projekt nowej świątyni w stylu barokowym wykonał Pietro Trezzini
Cerkiew była wzorem dla wzniesionego w latach 1771–1783 soboru Zaśnięcia Matki Bożej w Charkowie.
Świątynia ucierpiała w czasie pożaru Moskwy w 1812, została jednak w ciągu roku odbudowana. W 1900, po kolejnym remoncie, ponownego poświęcenia budynku dokonał metropolita moskiewski i kołomieński Włodzimierz. Cerkiew pozostawała czynna do 1935, gdy na polecenie władz stalinowskich została odebrana Rosyjskiemu Kościołowi Prawosławnemu i zaadaptowana na magazyn Państwowej Biblioteki ZSRR. Nabożeństwa w obiekcie wznowiono w 2005, zaś w 2014 obiekt został powtórnie poświęcony przez patriarchę moskiewskiego i całej Rusi Cyryla.